# Zwiastun Górnośląski
Zwiastun Górnośląski (Zwiastun Górnoszląski) – czasopismo wydawane w języku polskim w latach 1868–1872 w Piekarach Śląskich.

## Historia
Gazetę w styczniu 1868 roku założył w Piekarach Śląskich śląski drukarz i wydawca Teodor Heneczek. Stałymi współpracownikami tygodnika byli m.in. Karol Miarka, Juliusz Ligoń, Norbert Bonczyk, Antoni Stabik, Józef Michalski, Filip Robota. Tytuł został zlikwidowany przez władze pruskie w okresie Kulturkampfu.

## Treść
Czasopismo światopoglądowo miało profil katolicki. Przeciwstawiało się germanizacji oraz broniło polskości na Śląsku. Ukazywały się w nim również artykuły o historii. Regularnie publikowało korespondencję z życia amerykańskiej Polonii w Teksasie – emigrantów ze Śląska.